# コロンブス・デー
コロンブスの日あるいはコロンバス・デー（英語: Columbus Day）は、アメリカ州の多くの国々における祝祭日である。1492年10月12日にクリストファー・コロンブスによるアメリカ大陸への発見および到着を祝う。アメリカ合衆国では「Columbus Day」(コロンブスの日)、ラテンアメリカでは「Día de la Raza」（民族の日）と呼ばれ、宗教的な祭としてピラールの聖母を祝うスペインでは「Día de la Hispanidad」、「Fiesta Nacional」と呼ばれている。またベリーズやウルグアイでは「Día de las Américas」(アメリカの日)、バハマでは「Discovery Day」（発見の日）、アルゼンチンでは「Día del Respeto a la Diversidad Cultural」（文化の違いを尊重する日）、イタリアおよび世界中のリトル・イタリーでは「Giornata Nazionale di Cristoforo Colombo」または「Festa Nazionale di Cristoforo Colombo」と呼ばれている。18世紀終盤から非公式に祝われており、20世紀初頭から様々な国々で正式に祝われるようになった。

## アメリカ合衆国の祝日

### 歴史

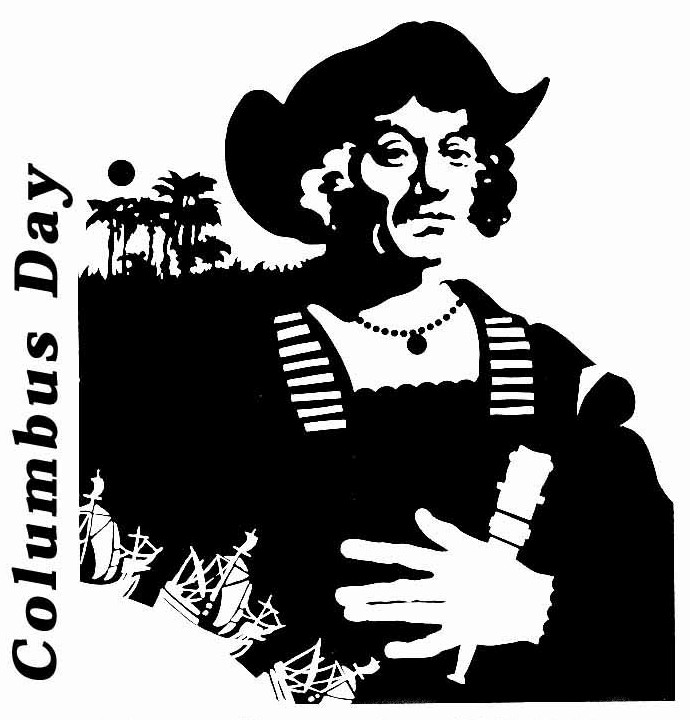
アメリカ国防総省画

植民時代から一般市民がコロンバスの航海を祝っていたが、1906年にコロラド州で初めて州公式祝日、1937年に連邦政府公式祝日となった。1792年、ニューヨークおよび国内の複数の都市で、コロンバスが新世界に到着してから300周年を記念して祝った。アメリカ合衆国大統領ベンジャミン・ハリソンはアメリカ国民に対し400周年の祝典を宣言した。1892年の400周年の間、教師、司教、詩人、政治家はこのコロンバス・デーの儀式を用い、人種の違い、国への忠誠の重要性、社会の進歩をテーマに愛国心を教えた。
コロンバスの出身国はイタリアであると考えている人は少なからずいるため、多くのイタリア系アメリカ人が出身国の祝い事としてとらえており、1866年10月12日にニューヨークで初めて祝われた。コロラド州デンバーのイタリア系1世アンジェロ・ノッチェの訴えにより、アメリカの公式祝日に制定された。1905年、コロラド州知事ジェシー・F・マクドナルドの宣言により州全体で祝われ、1907年、州公式祝日となった 。1934年4月、ナイツ・オブ・コロンバスおよびニューヨークのイタリア人リーダーであるジェネロソ・ポープの訴えの結果、議会とフランクリン・ルーズベルト大統領は10月12日を連邦政府公式祝日コロンバス・デーと宣言した。
1970年より月曜休日統一法によって10月の第2月曜日となっており（日本でいうハッピーマンデー制度のスポーツの日と同じ日付）、1959年に第2月曜に変更した北隣のカナダの感謝祭と偶然同じ日となった。現在は、コロンバス・デイの日は、アメリカ合衆国で多くの銀行、債券市場、アメリカ合衆国郵政公社などの公共施設が定休日となり、企業や学校も休みとなる場合がある。証券取引所や企業は開業していることもあり、市町村によって休日でないところもある。1775年10月13日に創立したアメリカ海軍はアメリカ海兵隊と共に創立記念日と同時期に祝い、72時間または96時間の自由時間となることがある。

### コロンバス・デーを認める場合

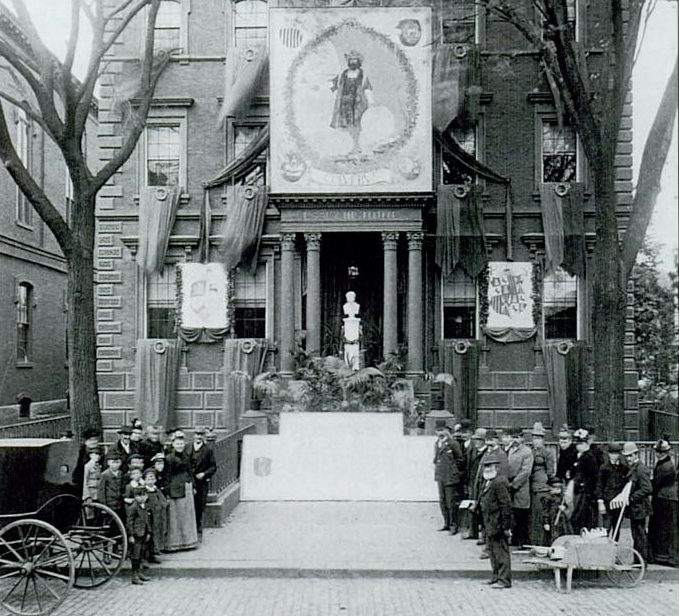
1892年、マサチューセッツ州セイラムのコロンバス・デー

アメリカ国内でも大規模なパレードを行なう箇所もあれば全く何もしない箇所もある。コロンバス・デーを祝う多くの州において一般企業は通常営業でも州政府の業務は休日となる。
1868年、サンフランシスコにおいてニコラ・ラルコが創立したイタリア系アメリカ人コミュニティのコロンバス・デー・パレードが現在も継続する全米最古のコロンバス・デーの祝典とされ、またニューヨークでの祝典が最大のものとされている。
アメリカ合衆国本土と同様、領土のプエルトリコでも公式休日となっている。アメリカ領ヴァージン諸島ではコロンバス・デーと共にプエルトリコとの友好も祝う。
バージニア州はコロンバス・デーと共にアメリカ独立戦争を終結させたヨークタウンの戦いでの勝利も祝う。

### コロンバス・デーを認めない場合
ハワイ州、アラスカ州、オレゴン州、サウスダコタ州ではコロンバス・デーを認めていない。ただしハワイ州では同日ポリネシア人がハワイを発見したとして10月第2月曜を「Discoverers' Day 」(発見者たちの日)として祝っているが、コロンバスによる新世界「発見」と関連して改名の議論が続いている。州政府はコロンバス・デーも発見者たちの日もどちらも州公式休日とは認めておらず、州、市、連邦政府の事務所や学校は休日ではなく通常通りとなる。サウスダコタ州では「コロンバス・デー」という名称は使用せず、「ネイティヴ・アメリカンの日」として州公式休日となっている。オレゴン州ではコロンバス・デーを休日とも記念日とも認めておらず、学校や公共施設は通常通りである。アイオワ州とネバダ州ではコロンバス・デーを州公式休日としていないが、その年によって変動する。
カリフォルニア州やテキサス州などはコロンバス・デーを記念日および州公式休日として認めてはいるが、州政府は有給ではなくなった。
1992年、カリフォルニア州バークレーはコロンバス・デーを「Indigenous People's Day 」(先住民の日)と置き換え、以降カリフォルニア州のセバストボル、サンタクルーズの他、ウィスコンシン州デーン郡、ミネソタ州ミネアポリス・セントポール都市圏、ワシントン州シアトル、モンタナ州ミズーラ、マサチューセッツ州ケンブリッジなどが追随した。オクラホマ州の複数の部族政府は「Native American Day 」(ネイティヴ・アメリカンの日)、またはそれぞれの部族の名を冠した日と制定した。

## ラテン・アメリカ
コロンブスを送り出したスペインの他、この出来事をきっかけとしてスペインの植民地支配を受けた中南米諸国でも、この日あるいは直近の月曜日などが祝日となっている。

### Día de la Raza(民族の日)

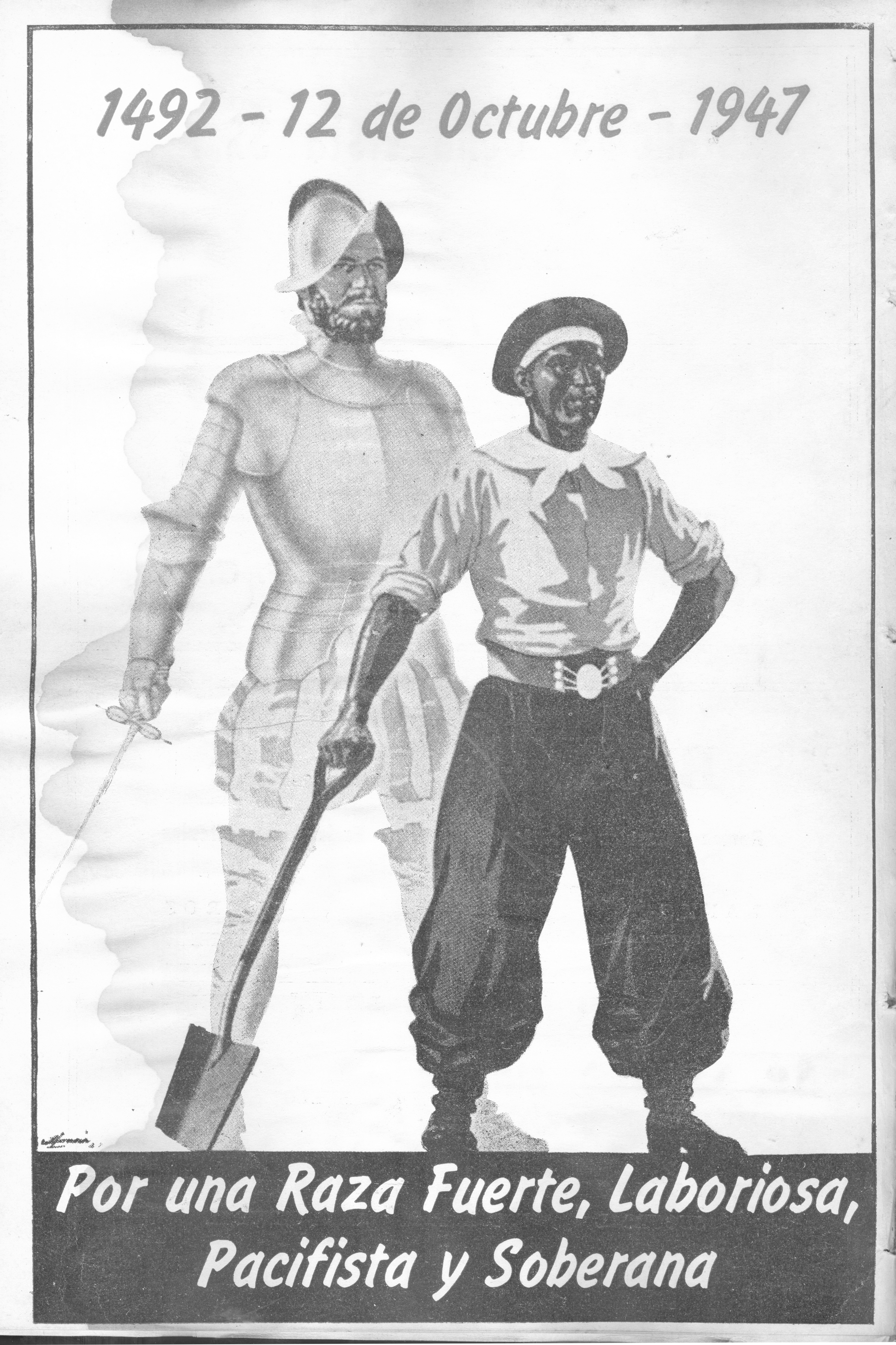
1947年のアルゼンチン政府のポスター。la Razaのコンセプトが記されている。

コロンバスがアメリカ大陸に到着した日はラテンアメリカの多くの国でも祝われている。コロンバスをきっかけにして植民地支配を受けることになった中南米でも、10月12日（あるいは直近の月曜日）を祝日としている国が少なくない。アメリカのラテン・アメリカ人コミュニティの一部を含み多くのスペイン語圏では通常スペインと同じ「Día de la Raza 」(民族の日またはヒスパニックの人々の日)という名称を使い、ヨーロッパ人とアメリカ州の先住民族の最初の出会いを祝う。スペイン語圏としての一体性を強調しているが、国によっては別の名称で呼ばれることもある。1917年、アルゼンチンで初めて祝われ、1921年にベネズエラとコロンビア、1922年にチリ、1928年にメキシコで祝われるようになった。スペインでもこの名称で祝われていたが、1957年から「Día de la Hispanidad 」(スペイン人の日)となった。2002年、ベネズエラでは祝日であり続けているものの、「Día de la Resistencia Indígena 」(先住民抵抗の日)という名称に変更されている。当初アメリカに影響を与えたスペインを祝す日、スペインおよびラテン・アメリカで互いに祝い合う証しとされていたが、ラテン・アメリカ中の先住民活動家に知られるようになりコロンバス・デーに反対し、アメリカにヨーロッパ人が到着したことを嫌って抵抗し、先住民と文化を祝うべきだとしている。
特に1960年代、アメリカでは民族の日にラテンの活動家たちが集まった。それ以降民族の日はヒスパニックの活動家たちの定期的な抗議活動の場となった。1996年のコロンバス・デーの日、ワシントンにてヒスパニックによる最初のデモが行われた。ヒスパニック系最大の社会的公正組織「National Council of La Raza 」としてその名が残っている。中南米全体の傾向として、スペインによる侵略と殺戮、略奪が始まった日として、特に先住民系の人たちによる抗議デモも開催される。

### コロンビア
クリストファー・コロンバスから名がつけられた世界で唯一の国であるコロンビアでは「El día de la Raza y de la Hispanidad」として祝い、「2つの世界」の出会いを祝う機会となっており、人種の違いが文化をもたらした恩恵を反映している。

### ベネズエラ

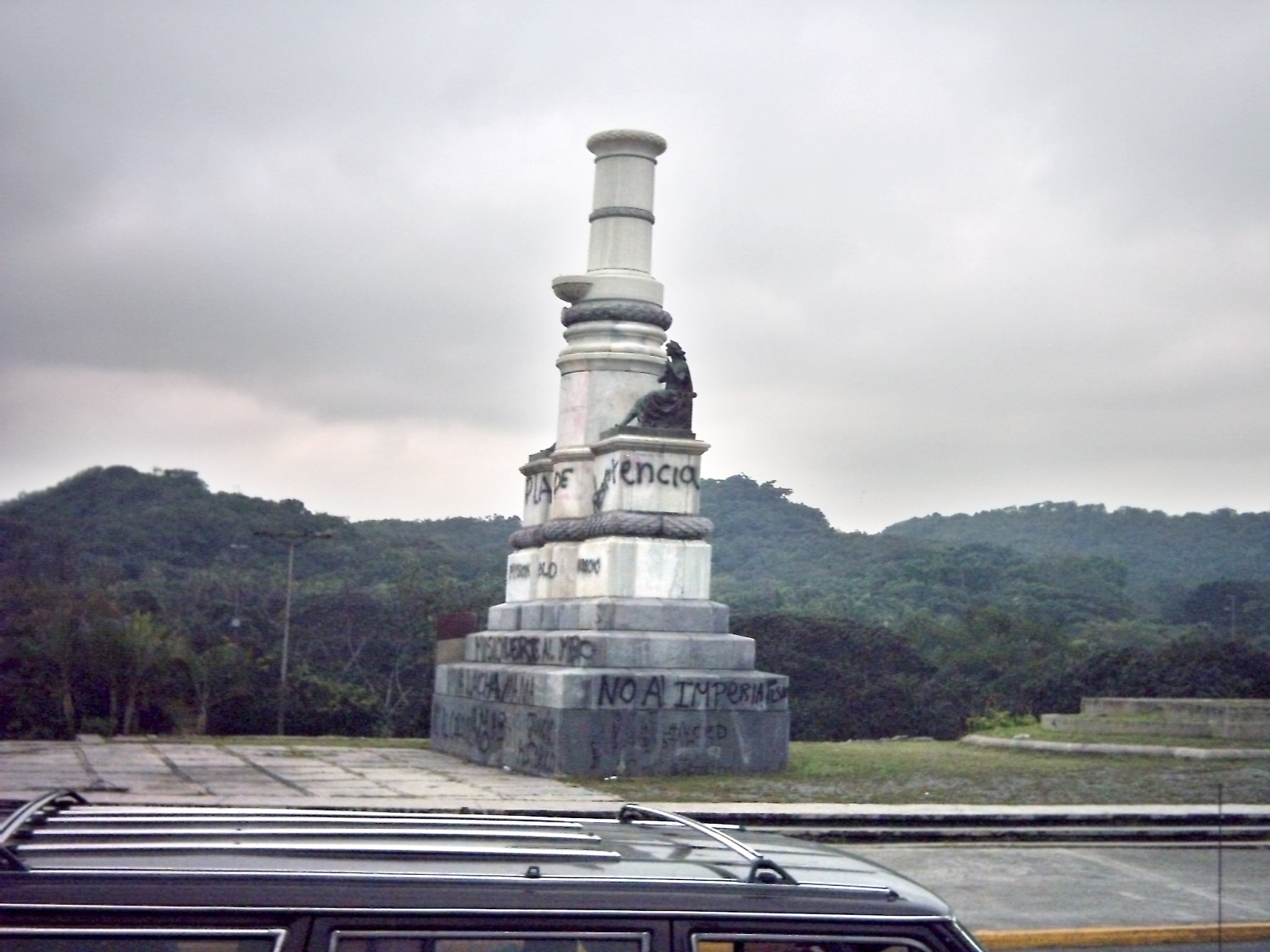
2006年6月6日、カラカスにあるコロンバス・ウォークの像。2004年10月12日、新たに制定された先住民抵抗の日の祝典の最中、公開裁判の後に活動家により倒壊させられた。

1921年から2002年、他の多くのラテン・アメリカの国々同様民族の日が祝われていた。1921年、フアン・ビセンテ・ゴメス大統領のもと、初めて公式に祝われた。2002年、ウゴ・チャベス大統領のもと、先住民抵抗の日に改名されヨーロッパ人に対する先住民の抵抗を記念した。2004年10月12日、政府支持の活動家の群衆によりカラカスにあるクリストファー・コロンバスの像が倒され、台座中に落書きされた。チャベス支持者のウエブサイトAporreaには「バグダードにあるサッダーム・フセインの像と同じように、2004年10月12日、カラカスで暴君コロンバスの像が倒された」と記された。フセインの像が倒された翌年のことであった。

### コスタリカ
1994年、「Día de la Raza 」(民族の日)から、コスタリカおよびラテン・アメリカの文化を構成するヨーロッパ、アメリカ、アフリカ、アジアの文化の融合を認める「Día de las Culturas 」(文化の日)に改名した。

## カリブ海地域
カリブ海地域のいくつかの国々にもコロンバス・デーと関連する祝日がある。ベリーズでは10月12日は「Day of the Americas 」または「Pan-American Day 」(アメリカ大陸の日)として祝われている。バハマでは発見の日として公式に知られていたが、2001年、「National Heroes Day 」(英雄の日)と改名された。

## イタリア

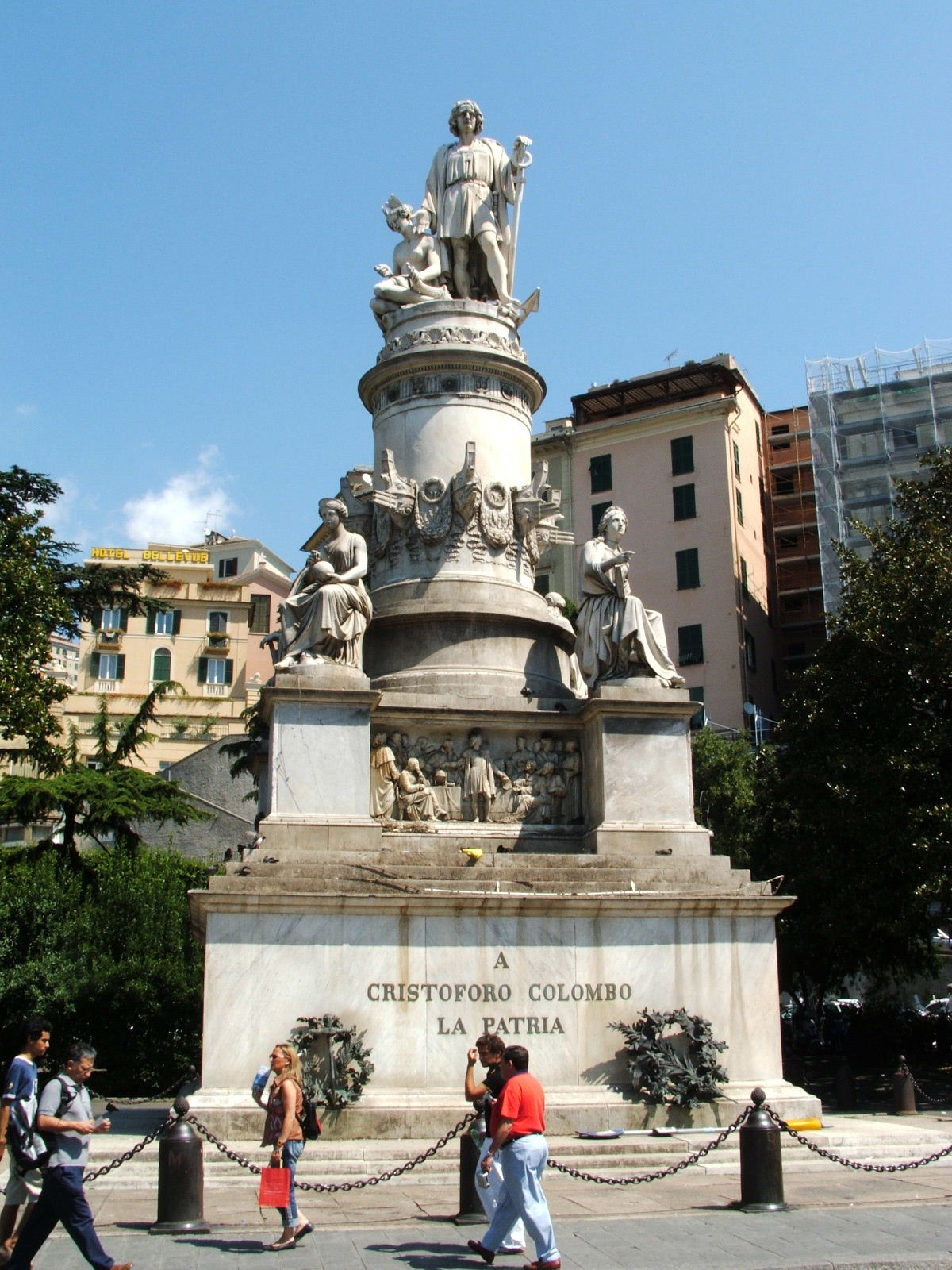
イタリアのジェノヴァにあるクリストファー・コロンバスの記念碑

クリストファー・コロンバス(イタリア語表記ではCristoforo Colombo )はイタリア人探検家でジェノヴァ共和国市民であった。18世紀から、アメリカ大陸の多くのイタリア系コミュニティが故郷を祝す目的で新世界の発見を祝っている。
2004年からイタリアではコロンバス・デーが公式祝日となった。公式名は「Giornata nazionale di Cristoforo Colombo 」である。
Lega Navale Italiana はRegata di Colombo を創立し、コロンバスの業績を祝している。イタリアではオーシャン・ライナーなど民間や軍の船の多くにコロンバスの名がつけられている。

## スペイン
スペインにとっては、中南米への植民地建設への第一歩を記した記念の日として、また広大なスペイン語圏の日として、毎年10月12日が「民族の日」（Día de la Raza、ディア・デ・ラ・ラサ）という名称の祝日となっており、この日には記念パレードなどが開催される。ただ、国威発揚のためのイベントであるとして、かつての植民地支配や国粋主義を嫌う人たちから批判を受けることも少なくなく、そのようなスペインの軍国主義を批判する日という意味合いも持つ。
1987年からスペインは「Fiesta Nacional 」または「National Day 」としてコロンバスのアメリカ大陸到着記念を祝している。1957年に「Día de la Hispanidad 」に改名される前、世界中のヒスパニック・コミュニティとの繋がりを強調していた。1981年、「Día de la Hispanidad 」は国公式祝日となった。しかし1987年、「Fiesta Nacional 」に改名され、12月6日の憲法記念日と並び10月12日は2つしかない国の祝日の1つとなった。20世紀、政権が変わるとNational Day は何度も変動した。君主制の地位とスペインの歴史を強調したい保守派と、スペインの民主社会の成長を記念したい共和主義者との間での譲歩の1つとして世界的なコロンバスの祝日がこの日に公式に制定された。
2000年から10月12日はコロンバス・デーとしてだけでなくスペインの軍隊記念日として、毎年マドリードで軍のパレードが行われている。しかしスペインではこれ以外には大規模な愛国的パレードや君主制のイベントもなく、それほど広く熱心には祝われておらず、ピラールの聖母の祝日の影に隠れている。

### ブラジル
ブラジルではこの日はコロンブスの日とはされていないが、偶然にもアパレシーダの聖母の休日となっている。なお、ペドロ・アルヴァレス・カブラルがブラジルに到着した4月22日は同国の祝日にはなっていない。

## ネイティヴ・アメリカンにとっての「コロンバス・デー」

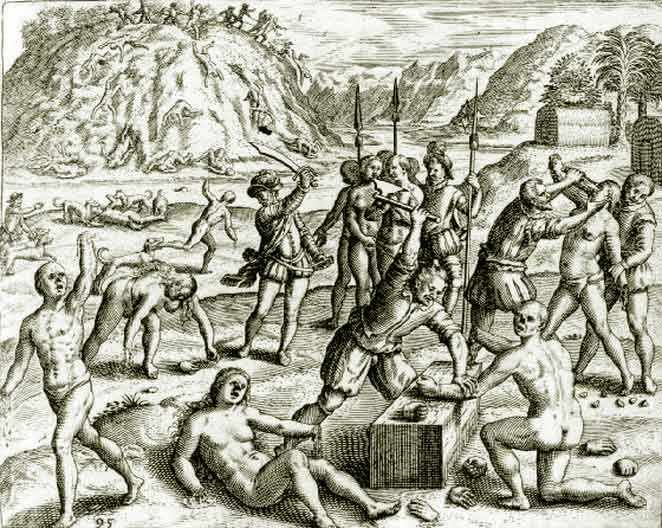
1552年、テオドール・ド・ブライが作成した『インディアスの破壊についての簡潔な報告』で言及されているバルトロメ・デ・ラス・カサスの版画。ド・ブライの作品は黒い伝説として知られる八十年戦争の結果として生じたアンチ・スペインのプロパガンダを特徴としている。

「アメリカインディアン運動（AIM）」などによって、毎年この日になると全米各地で抗議行進やデモが行われていて、この際多数のネイティヴ・アメリカンが逮捕されている。また、この休日の名称そのものの変更を要求するネイティヴ・アメリカン団体「コロンバス・デー変更同盟」（The Transform Columbus Day Alliance）も運動を強めている。
1990年夏, 全世界から350の先住民の代表者がエクアドルのキートに集い、コロンバス・デー500周年祝いを阻止するため、第一回アメリカ先住民国際会議を開いた。 翌年の夏、カリフォルニア州デービスに100種族以上のアメリカ先住民が前年度エクアドル会議のファローアップ会議として集合。 彼らは、500周年に当たる1992年10月12日を「国際先住民結束の日」と宣言した。全米一巨大規模のキリスト教系団体「ナショナル・カウンシル・オブ・チャーチズ」は、キリスト教信徒にコロンバス・デー500周年を祝うのを辞めるように呼びかけた。その理由として、「ある人々が手にした新しい自由、希望、機会は、他の人々にとっては、弾圧、差別、殺戮を意味した。」と語った。それ以降、カリフォルニア州、ネバダ州、テキサス州、フロリダ州などではコロンバス・デー祝日を反対するデモが各地で行われ、州の祝日として祝うのは自粛された。ハワイ州はアメリカの第50番目の州に制定された1959年当初からコロンバス・デーを祭日として祝っていなかった。
2007年10月7日、AIMスポークスマンであるスー族のラッセル・ミーンズは、コロラド州デンバーの「コロンバス・デー」に、デンバー市庁前で以下のようにスピーチを行っている。
「コロンバス・デーを祝うことは、インディアンに対して過去に行われた圧迫と残忍な暴力による恐ろしい征服を許容することに他なりません。もちろん、マヤ族やアステカ族などのさまざまのインディアンの中には、恐ろしい人身御供と食人を行っていたとの批判もあるでしょう。シオニストは、大統領予備選挙や中学校などで共感を生むために、第二次世界大戦でのホロコーストがより重要であり、プロパガンダとして機能しなければならないと主張しますが、それはインディアンに対する大量殺戮が今まで人類史で見られた中で、最大のものであるという事実を汲んでいません。
人種差別主義礼讃者の、そして、大量殺戮礼賛者による地獄のコロンバス・デーなど糞くらえ、それは“コンキスタドール・デー”に変わるべきです！」
2007年10月13日の「コロンバス・デー」では、「コロンバス・パレード」発祥の地コロラド州では、パレード100周年にあたり、「コロンバス・デー変更同盟」やチカーノ団体などと連携したAIMが恒例の大規模抗議デモを決行、「コロンバス・デー」（Columbus Day）を「KKKolumbus Day」と名付けた。